# ماتسودایرا نائوکاتسو

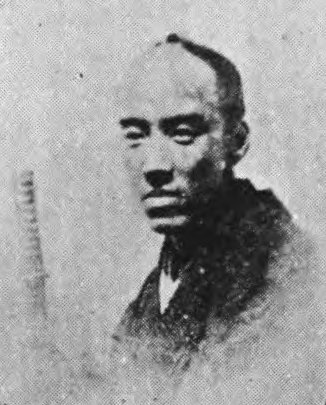
تصویر ماتسودایرا نائوکاتسو

ماتسودایرا نائوکاتسو (به ژاپنی: 松平 直克 まつだいら なおかつ)، ارباب فئودالی در اواخر دوره ادو بود. او هفتمین ارباب قلمرو کاواگوئه در ولایت موساشی بود و به عنوان سیاستمدار ارشد شوگون‌سالاری ادو خدمت می‌کرد. او بعدها قلعه مائه‌باشی را در مائه‌باشی، ولایت کوزوکه، که قلمرو او بود، بازسازی کرد و به آنجا نقل مکان کرد و ارباب قلمرو مائه‌باشی شد. او یازدهمین رئیس خاندان یوکی ماتسودایرا بود.